# Другі Чекури
Другі Чеку́ри (рос. Вторые Чекуры, чув. Шупашкар Сĕмĕл) — присілок у складі Маріїнсько-Посадського району Чувашії, Росія. Входить до складу Кугеєвського сільського поселення.
Населення — 33 особи (2010; 65 у 2002).
Національний склад:
- чуваші — 100 %

Стара назва — Чекури 2-і.